# Tony Levin
Anthony Frederick "Tony" Levin és un baixista de rock, nascut el 6 de juny de 1946 a Boston.
Va créixer a Brookline (Massachusetts). Va començar a tocar el baix als 10 anys. A l'institut tocava la tuba i va començar a fer concerts amb un grup musical. Al mateix temps, va estudiar música clàssica i va tocar amb només 15 anys a la Casa Blanca.
Tot seguit, va entrar en una escola de música a Rochester. D'aquesta manera va trobar el bateria Steve Gadd, que li va ensenyar a tocar jazz i rock. Al mateix moment, va comprar una Fender Precisions Bass.

## Carrera musical
El 1970, va marxar a Nova York i va començar la carrera de músic professional. Aquesta fou excepcional, ja que va tocar amb Peter Gabriel, King Crimson, Yes, Liquid Tension Experiment, Pink Floyd, John Lennon, Joan Armatrading, Paul Frederic Simon i molts d'altres. Tony Levin va fer prova d'un gran esperit i d'innovació, popularitzant molts instruments, com el chapman stick, o els Funk Fingers que va crear.
També va fer part d'un grup de jazz fusió, Bruford Levin Upper Extremities, al costat del bateria Bill Bruford (Yes, King Crimson), del guitarrista David Torn i del trompetista Chris Botti.